# Andrew Hainault
André Hainault (Montreal, Canadá, 17 de junio de 1986) es un exfutbolista canadiense que jugaba de defensa.

## Selección nacional
Fue internacional con la selección de fútbol de Canadá en 44 ocasiones y anotó dos goles.

### Participaciones en Copas del Mundo
| Mundial                               | Sede         | Resultado    |
| ------------------------------------- | ------------ | ------------ |
| Copa Mundial de Fútbol Sub-20 de 2005 | Países Bajos | Primera fase |

### Participaciones internacionales
| Torneo                          | Sede           | Resultado        |
| ------------------------------- | -------------- | ---------------- |
| Copa de Oro de la Concacaf 2007 | Estados Unidos | Semifinal        |
| Copa de Oro de la Concacaf 2009 | Estados Unidos | Cuartos de final |
| Copa de Oro de la Concacaf 2011 | Estados Unidos | Primera fase     |

## Clubes
| Club                     | País            | Año       |
| ------------------------ | --------------- | --------- |
| Impact de Montréal       | Canadá          | 2004-2005 |
| FK SIAD Most             | República Checa | 2005-2007 |
| Sparta de Praga (cedido) | República Checa | 2008      |
| Houston Dynamo           | Estados Unidos  | 2009-2013 |
| Ross County F. C.        | Escocia         | 2013      |
| VfR Aalen                | Alemania        | 2013-2015 |
| 1. F. C. Magdeburg       | Alemania        | 2015-2018 |
| 1. F. C. Kaiserslautern  | Alemania        | 2018-2021 |